# Genetta angolensis
Genetta angolensis (Генета ангольська) — вид хижих ссавців з родини Віверові (Viverridae). Діапазон поширення: Ангола, Демократична Республіка Конго, Малаві, Мозамбік, Танзанія, Замбія. Живе у відкритих міомбових (Brachystegia) лісах, перемежованих з саванами, в основному у районах з відносно великою кількістю сезонних опадів.

## Опис
Має довге, струнке тіло з відносно короткими ногами і довгим хвостом. Має великі очі й тупі, трикутні вуха середнього розміру. Передні й задні ноги мають п'ять пальців з короткими, гострими кігтями, які вигнуті й напів-убираються. Підошви ніг опушені між пальцями і подушечками. Самці можуть бути трохи більшими й важчими, ніж самиці. Волосяний покрив має темно-сірий або темно-червоно-сірий фон з від чорних до коричнево-чорних плямами. На шиї й спині круглі або витягнуті від темно-коричневих до чорних плями утворюють п'ять поздовжніх рядів по обидва боки від темного спинного гребеня. Спинний гребінь відносно довгий (до 6 см) і еректильний. Верхні два ряди плям можуть зливатися. Окремі плями є на проксимальній частині кожної з кінцівок. Нижня сторона тіла блідо-сіра і без плям. Обличчя темно-сіре. Дуже темні або меланістичні особини не є рідкістю.

## Поведінка
Деталі невідомі. Має бути схожим на G. genetta, який веде нічний спосіб життя, відпочиваючи вдень в тайниках серед скель, на деревах, або в підземних норах. G. angolensis — лісові мешканці, тому, ймовірно, значною мірою деревні. Нюх чудовий, і зір особливо добре розвинений, щоб сприймати рух в умовах низької освітленості. Мабуть, впольовує широкий спектр малих хребетних і безхребетних. Може також їсти фрукти і падло.

## Відтворення
Деталі невідомі. Має бути схожим на G. genetta, в яких діапазон одного самця перекривається з кількома самицями, є 1–2 репродуктивних цикли на рік в залежності від широти. Самці й самиці, ймовірно, збираються разом тільки для розмноження, 1–4 дитинча народжуються безпорадними і сліпими в норі або порожнині дерева після періоду вагітності 70–77 днів.

## Загрози та охорона
Загрози не відомі. Відомо, що присутні в кількох охоронних областях.